# Cultura LGBT en Bolivia

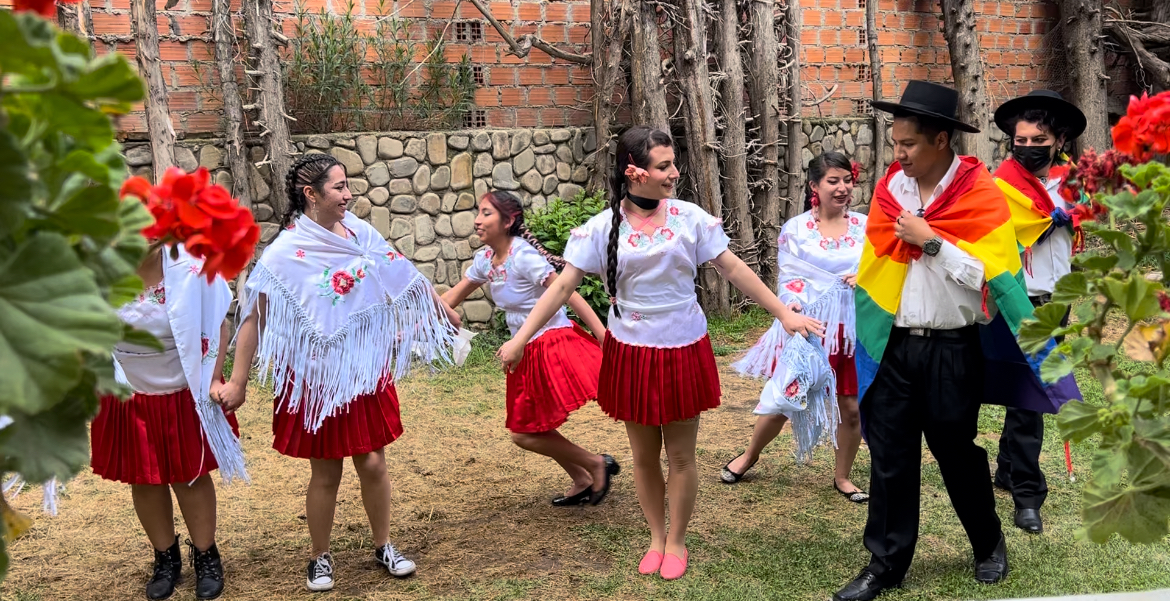
Cueca diversa en la ciudad de La Paz

La cultura LGBT en Bolivia comprende las diferentes manifestaciones artísticas y de ocio existentes en el país de Bolivia cuyo enfoque es la diversidad sexual o que incluye la participación de personas LGBT en ellas.

## Cine
Una de las figuras reconocidas del cine LGBT en Bolivia es el cineasta Rodrigo Bellot, quien ha dirigido varias películas con personajes o temáticas LGBT. Su filme dramático Perfidia (2009) sigue a un hombre gay que llega a un hotel en Nueva York y se encierra en una habitación luego del fin de una relación amorosa. Una década después llegó Tu me manques (2019), que cuenta la historia de un hombre maduro que, tras el suicidio de hijo homosexual, viaja a Estados Unidos para hablar con el novio de su hijo para conocer más sobre cómo había sido su vida. La película se estrenó en el festival de cine Outfest, donde ganó el premio al mejor guion. Adicionalmente, fue seleccionada como la representante de Bolivia en la categoría Mejor película internacional de los Premios Óscar, y de la categoría Mejor película iberoamericana en los Premios Goya.
Tras el éxito de Tu me manques, la siguiente película de Bellot fue el filme de terror Buey rojo sangre (2022), protagonizado por una pareja gay que viaja de Estados Unidos a Bolivia y que comienza a tener alucionaciones luego de matar a un buey que encuentran herido en una carretera.
También se puede mencionar la película cómica Las Malcogidas (2017), de Denisse Arancibia, que sigue a una mujer con sobrepeso que tiene a una hermana transgénero llamada Karmen, mucho más delgada que ella y ganadora en varias ocasiones del título de «Miss trans». De acuerdo a Arancibia, uno de sus objetivos con el personaje de Karmen era romper los estereotipos que los personajes LGBT suelen tener en las comedias.
Desde 2008, en la ciudad de La Paz se desarrolla el Festival de Cine, Diversidad Sexual y Derechos Humanos, cuyo objetivo es presentar filmes que aborden temas relacionados con la diversidad sexual y cuya organización es apoyada desde 2015 por el Centro Cultural de España en La Paz. También se han desarrollado festivales de cine de temática LGBT en la ciudad de Santa Cruz de la Sierra.

## Literatura

### Primeras representaciones
Una de las referencias más tempranas a actos homosexuales en escritos de origen boliviano tiene lugar en el libro Historia de la Villa Imperial de Potosí (1705), donde su autor, el cronista Bartolomé Arzáns de Orsúa y Vela, describe en un pasaje a unos «indios sodomitas» que habrían muerto al ser alcanzados por un rayo como «castigo divino» por haber tenido relaciones sexuales entre hombres.
La primera obra literaria boliviana en tratar abiertamente la homosexualidad fue la novela corta Erebo (1955), de Pablo Gumiel, autor del que no han sobrevivido registros, por lo que podría tratarse de un seudónimo. Erebo narra a través de una estética con influencias románticas la historia de Jacob, un hombre homosexual descrito como rubio, delicado y de tendencia artística. En una habitación de hotel, Jacob lee junto a su amante una carta en la que relata su vida y lo mucho que ha sufrido a causa del rechazo social a su orientación sexual, desde la discriminación a la que era objeto de pequeño hasta la trágica muerte de su primer amor. Ante su incapacidad de enfrentarse contra los prejuicios de la sociedad, ambos deciden suicidarse al final del libro.
La obra considerada como fundacional de la literatura LGBT boliviana fue la novela Los papeles de Narciso Lima-Achá (1991), de Jaime Sáenz, escrita originalmente en la década de 1960 y considerada una de las mejores novelas bolivianas. La obra esta protagonizada por Narciso Lima Achá, un muchacho boliviano que viaja a Alemania durante el auge del nazismo y que conoce a un joven llamado Elbruz Ulme, de quien se siente atraído y con quien pronto inicia una relación amorosa. Durante su estadía en Alemania, Narciso emprende un proceso de construcción de su identidad y posteriormente tiene relaciones con otros hombres, aunque Elbruz permanece como la figura de más importancia en su vida afectiva.
Otra obra de la década de 1990 que incluyó personajes LGBT fue la novela American Visa (1994), de Juan de Recacoechea, donde el protagonista, un maestro llamado Mario Álvarez, se muda a un hotel en La Paz y entre sus nuevos vecinos conoce a una travesti conocida como Gardenia. También destacan los cuentos y crónicas de Víctor Hugo Viscarra, quien retrató personajes homosexuales y lesbianas en obras como Relatos de Víctor Hugo (1996), Borracho estaba pero me acuerdo (2002) y Avisos necrológicos (2005).

### SigloXXI
Entre los autores contemporáneos que han abordado temas LGBT en sus obras se encuentran Edson Hurtado, Rosario Aquim y Albanella Chávez. De principios del siglo XXI destaca además la novela policíaca Periférica Blvd. (2004), de Adolfo Cárdenas Franco, que incluye representaciones de personajes homosexuales y lésbicos y cuenta con un capítulo completo dedicado a drag queens.
El nuevo siglo también vio la aparición de obras con personajes lésbicos escritas por mujeres. En esta temática destaca la escritora británica radicada en Bolivia Alison Spedding, quien primero la exploró en su novela de ciencia ficción De cuando en cuando Saturnina (2004), desarrollada en el futuro y cuya protagonista es una navegante espacial, indianista y lesbiana anarco-feminista. A esta novela le siguió Catre de fierro (2015), que narra la historia de una familia partidaria del Movimiento Nacionalista Revolucionario alrededor de 1952 y entre cuyos personajes se encuentra Delfina, una mujer que inicia un amorío a espaldas de su esposo con una amiga feminista del colegio llamada Lissete, relación que posteriormente se vuelve más seria. El romance entre ambas es descrito de forma detallada y explícita por Spedding, como se puede apreciar en el siguiente fragmento:

No hay cosa que más me guste que deslizar mis dedos entre tus labios lubricados, hundirlos en tus líquidos tibios, sentir cómo esa boca ya excitada se extiende y se aprieta como garganta ansiosa envolviendo mi mano, y cómo cuando estás por llegar al clímax te pones tan, tan estrecha...

Otras obras recientes que exploran el amor lésbico son la novela Y sin embargo... (2017), de la autora Lourdes Reynaga, que sigue en dos líneas temporales la historia de una madre y una hija, la segunda de las cuales inicia una relación amorosa con una mujer llamada Emma; y Ovejas negras (2021), novela en que la escritora Adriana Suárez recuenta su experiencia propia de salir del armario como mujer bisexual durante su adolescencia.
Del lado de la literatura de no ficción, la década de 2010 ha visto un aumento en el número de obras de investigación y de crónicas que abordan temáticas LGBT. En 2012 apareció Memorias Colectivas: Miradas a la historia del movimiento TLGB en Bolivia, que reúne una serie de investigaciones sobre figuras LGBT pioneras de Bolivia, entre ellas el cantante folklorista Gerardo Rosas, y fue escrita en coautoría por David Aruquipa, Paula Estenssoro Velaochaga y Pablo C. Vargas. También ha destacado el escritor y periodista Edson Hurtado, quien ha publicado algunos libros de crónicas sobre las experiencias de personas bolivianas LGBT, particularmente de indígenas, entre las que se cuentan Ser gay en tiempos de Evo (2011) e Indígenas homosexuales (2014), que posteriormente fue reeditada con el título La Madonna de Sorata: Crónicas sobre indígenas homosexuales. Organizaciones LGBT como Maricas Bolivia han publicado además obras entre las que se encuentra Gay discreto busca hetero curioso (2018), en la que se explora desde la crónica y los reportajes fotográficos la vida de los hombres homosexuales en las ciudades bolivianas contemporáneas.

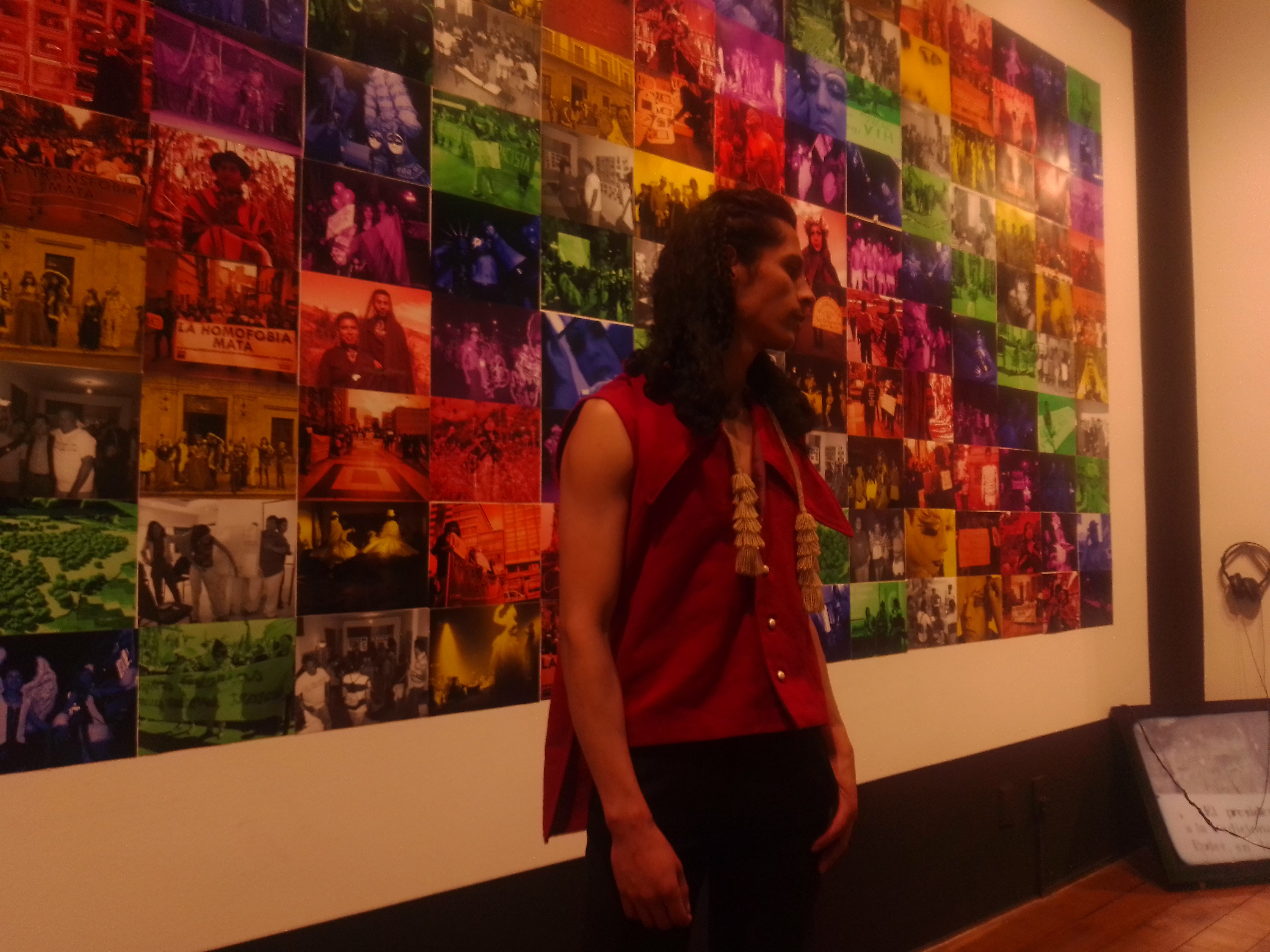
Modelo en la muestra Fiesta Marica durante el Festival Cuir, 2025

En cuanto al género poético, se puede mencionar la producción literaria de los autores Édgar Soliz, en obras como Sarcoma (2018); y de la poeta Flavia Lima, ganadora del Premio Nacional de Poesía Yolanda Bedregal en 2017. Desde 2018 se desarrolla en el país el Festival de Poesía Sudaka Marica-Machorra-Trava-Cuir, que reúne a escritores de países latinoamericanos para presentar y discutir obras de estética LGBT.

## Música
Entre las figuras pioneras de la música LGBT boliviana se encuentra el cantante folklorista abiertamente homosexual Gerardo Rosas, quien inició su carrera cantando y bailando en chicherías de Sucre a mediados del siglo siglo XX, con un estilo que pasó a ser conocido como el «zapateo chuquisaqueño». Hacia el final de la década de 1960, alcanzó suficiente fama para grabar tres álbumes con la disquera Capital, además de volverse una figura conocida en las radios de música folklórica. Otras figuras LGBT de la música popular del siglo pasado fueron Jaime del Río, autor de la popular cueca «Mi pena»; y las «Chinas morenas», nombre con que se conocía a hombres homosexuales travestis que bailaban con trajes glamurosos durante festividades folklóricas, como el Carnaval de Oruro y la Fiesta del Gran Poder.
En 2018, el cantante Luis Gamarra, estudiante del Berklee College of Music y participante del programa de telerrealidad American Idol, anunció públicamente su homosexualidad.

## Radio y televisión
El primer programa radial LGBT de Bolivia fue creado en 2004 por el colectivo Familia Galán y se transmitió hasta 2007 en Radio Wayna Tambo, en la ciudad de El Alto. En 2010, Radio Deseo estrenó el programa Soy marica, y qué, que contó con seis emisiones en que se trataron varios temas relacionados con la diversidad sexual. El mismo colectivo creador de Soy marica, y qué estrenó unos años después el programa Nación Marica, transmitido por Radio Líder y que seguía un formato de noticias LGBT, música y entrevistas. Otro programa radial LGBT es Escenarios Trans, estrenado en 2015 en Radio Wayna Tambo y cuyo objetivo era posicionarse como interlocutor de las demandas sociales de los grupos LGBT.
En el ámbito televisivo, en 2012 se estrenó en Bolivia TV el programa Transformando, considerado el primer programa de televisión nacional LGBT del país y conducido por los activistas París Galán y David Aruquipa.

## Transformismo
El transformismo y la cultura drag queen tienen sus raíces en las culturas marginadas y subculturas de las grandes ciudades, especialmente en las comunidades LGBTQ+. La participación de drag queens y transformistas en Bolivia tiene un lugar destacado en expresiones culturales como concursos, desfiles, fiestas, exposiciones artísticas y fotográficas, así como en la Marcha del Orgullo LGBT en Bolivia.
En el país, el transformismo ha sido parte de la cultura popular desde tiempos precoloniales, influenciado por diversas formas de arte y teatro entre las que se incluye el carnaval. Sin embargo, la cultura transformista y las drag queens han enfrentado discriminación a lo largo de los años al haber sido considerados como un fenómeno marginal. En las décadas de 1960 y 1970, apareció la figura de la China Morena, un personaje de una presencia provocativa interpretada por homosexuales, pionera travesti en las danzas populares. La inspiración de la china morena se adjudica a «La Negrita», personaje creado por Carlos Espinoza, quien era conocido como Ofelia o la Gran Ofelia y quien se inspiró en la estética de las vedettes de la época.

Entonces las medias de red, las botas largas hasta los muslos, los corsés, las mangas anchas tipo mariposa, los cancanes, los volados, las pelucas y los peinados bombé, los canelones y el maquillaje fuerte y profundo no sólo ocultaron la masculinidad biológica sino y sobre todo fueron los materiales para transformarse en un personaje único, bello y seductor. De este modo, el estilismo fue el instrumento que revolucionó y creó a este personaje que se llamaría desde entonces la China Morena.
Fragmento del prólogo de La China Morena. Memoria histórica travesti, por David Aruquipa Pérez.

En 1975, la tradición de la China Morena fue prohibida bajo la dictadura militar de Hugo Banzer Suárez, pero posteriormente reapareció.

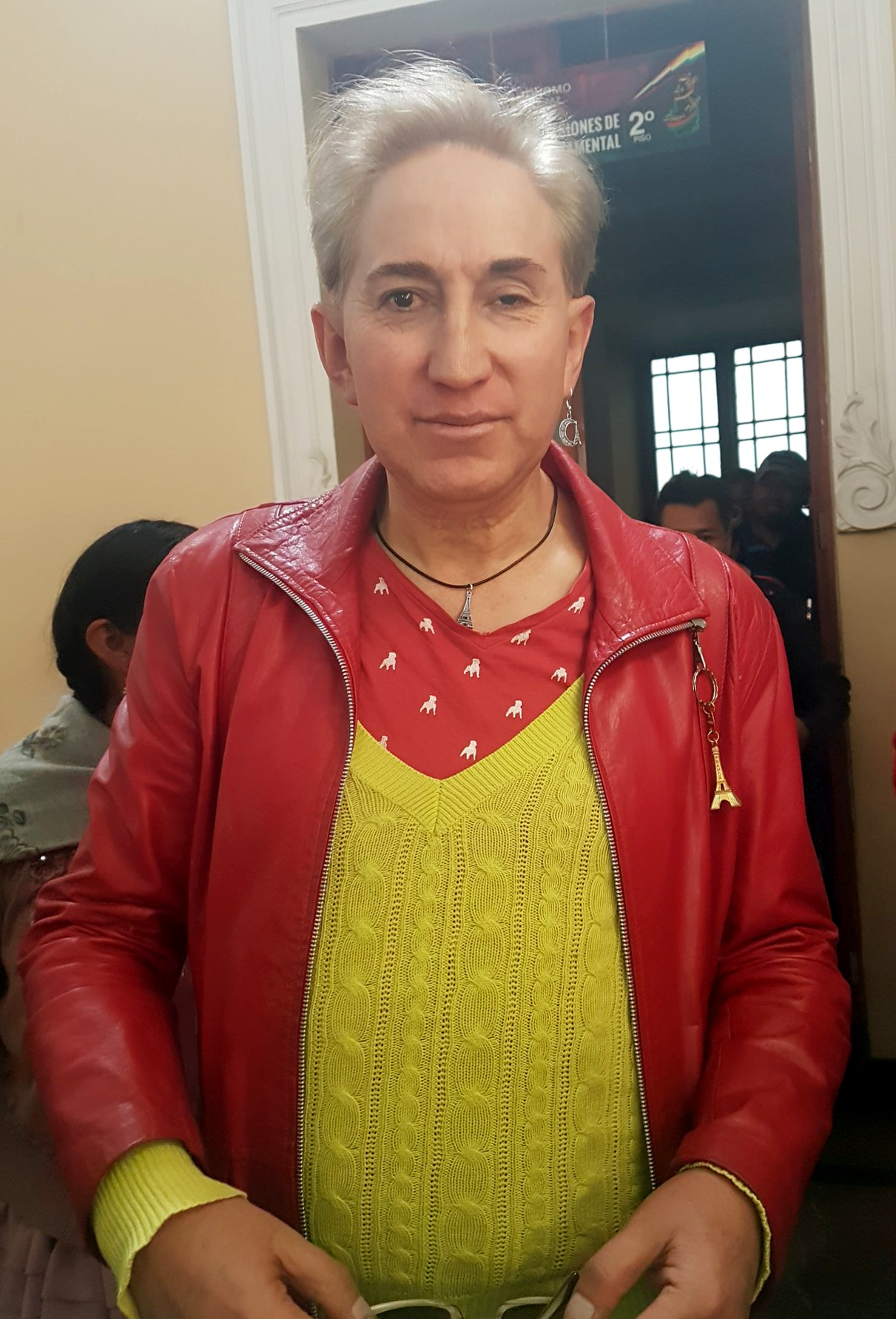
París Galán en 2019, activista LGBT y figura pionera drag queen.

Desde la década de 1990, ha habido una creciente aceptación y visibilidad de la comunidad transformista y drag en Bolivia. Estos años coinciden además con la aparición de la Familia Galán, que ha sido una fuerza importante en la lucha por la aceptación y el reconocimiento de la cultura transformista y las drag queens en Bolivia, descrita como «una revolución estética» por su impacto en el arte y la sociedad boliviana. Su trabajo y su influencia han ayudado a desafiar los estereotipos de género y han sido aclamados por la crítica y atraído a un público diverso. Además, han sido una plataforma para el diálogo y la reflexión sobre temas de género y diversidad en Bolivia.
Entre los miembros más conocidos de la Familia Galán se cuenta a David Aruquipa, París Galán y Andrés Mallo considerados como pioneros en la escena drag queen en el país. David Aruquipa es un activista y performer transformista boliviano conocido por su trabajo como líder de la familia Galán, mientras que París Galán es una drag queen boliviana conocida por su impacto en la escena transformista en Bolivia y por su participación en numerosos desfiles y eventos en Bolivia y en el extranjero.
En 2022, La Paz fue sede de la primera Gala Drag Queen Bolivia, un evento que refleja el creciente interés y aceptación de la cultura transformista y las drag queens en el país.